# Mode d'articulació
El mode d'articulació o modo d'articulació és la posició que adopten els òrgans de fonació per produir un so, de manera que es produeixen diferents tipus d'obstrucció del pas de l'aire.
Segons els mode d'articulació una consonant pot ser:
- Oclusiva: quan hi ha una interrupció total del pas de l'aire en algun moment
- Africada: quan es produeix una oclusiva seguida immediatament d'una fricativa
- Fricativa: quan es produeix una turbulència en la columna d'aire
- Aproximant: quan els òrgans de fonació no s'arriben a tocar
- Nasal: quan l'aire surt alhora pel nas i per la boca
- Vibrant o ròtica: quan hi ha una agitació repetida de la llengua contra altres òrgans de manera ràpida
- Lateral: quan l'aire escapa pels costats de la llengua

El mode d'articulació és un dels paràmetres usats en fonètica per a descriure un so. Els altres són el punt d'articulació i la sonoritat.

## En català
- Oclusives: [b], [d], [g], [p], [t], [k], i en mallorquí les palatals [ɟ], [c]
- Africades: [dz], [ts], [dʒ], [tʃ]
- Fricatives: [z], [s], [ʒ], [ʃ], [f], i [v] en les varietats que conserven aquest fonema (balear, gran part del valencià, part de l'ebrenc)
- Aproximants: [β], [ð], [ɣ], [w], [j]
- Nasals: [m], [n], [ɲ], [ŋ]
- Vibrants: [ɾ], [r]
- Laterals: [l], [ʎ], [ɫ].